# Chinteni
Chinteni (węg. Kajántó) – wieś w Rumunii, w okręgu Kluż, w gminie Chinteni. W 2011 roku liczyła 1310 mieszkańców.